# Lheebroek
Lheebroek est un hameau situé dans la commune néerlandaise de Westerveld, dans la province de Drenthe.